# Kozarivka, Kaniv
Kozarivka (în ucraineană Козарівка) este localitatea de reședință a comunei Kozarivka din raionul Kaniv, regiunea Cerkasî, Ucraina.

## Demografie
Componența lingvistică a localității Kozarivka
     Ucraineană (97,44%)
     Rusă (1,92%)
     Alte limbi (0,32%)
Conform recensământului din 2001, majoritatea populației localității Kozarivka era vorbitoare de ucraineană (97,44%), existând în minoritate și vorbitori de rusă (1,92%).